# Croton ynesae
Croton ynesae är en törelväxtart som beskrevs av Léon Camille Marius Croizat. Croton ynesae ingår i släktet Croton och familjen törelväxter. Inga underarter finns listade i Catalogue of Life.